# Hidalgo (gruppo musicale)
Gli Hidalgo sono un gruppo progressive rock fondato a Santiago del Cile dal chitarrista, compositore e produttore di rock e metal Gabriel Hidalgo nel 2006.

## Storia
Il gruppo nacque come progetto solista del chitarrista Gabriel Hidalgo assieme al bassista Mauricio Nader e al batterista Pablo Stagnaro, i tre provenienti dalla band cilena di power metal Six Magics, e il chitarrista Gonzalo Astudillo della band cilena di death metal Dethroner.
Il loro primo album, Infragilis (2007), contiene vecchie composizioni di Gabriel Hidalgo degli anni 2001 al 2003. È interessante notare che il brano Infragilis che dà nome al disco non compare nella tracklist ma venne rilasciato in precedenza in una produzione sponsorizzata dalla marca giapponese di strumenti musicali Ibanez chiamato "Ibanez Army", che ha riunito nove chitarristi cileni di spicco, compresi lo stesso Gabriel Hidalgo, Alejandro Silva, Claudio Cordero e Angelo Pierattini.
Il secondo disco pubblicato nel 2009, Yupaychay, è stato un tentativo di avvicinare le radici musicale latinoamericane al loro stile musicale, trovandosi adattamenti in chiave rock strumentale della musica di Inti Illimani, Illapu e Quilapayún tra altri.
I primi due dischi del gruppo contengono principalmente composizioni di Gabriel Hidalgo, però per il terzo disco, Lancuyen (2015), i brani sono composti e registrati da tutti i membri del gruppo.

## Formazione
- Gabriel Hidalgo - chitarra
- Mauricio Nader - basso
- Pablo Stagnaro - batteria
- Cler Canifrú - chitarra

## Discografia
Album
- Infragilis (2007)
- Yupaychay (2009)
- Lancuyen (2015)